# Chinesischer Fußballpokal

Abzeichen des chinesischen Fußballverbandes

Der Pokal des Fußballverbandes von China, auch CFA Cup, ist ein in seiner letzten Form seit 1995 vom Chinesischen Fußballverband ausgetragener Wettbewerb für Vereine. Vorgängerwettbewerbe gehen bis auf das Jahr 1956 zurück. Der Wettbewerb dient außerdem als Qualifikation für den Chinese FA Super Cup.

## Die Endspiele und Sieger
Die Ausgaben von 1984 bis 1986 wurden als Pokal des Chinesischen Fußballverbandes im Liga-Format, die Wettbewerbe von 1987 bis 1989 wurden im Pokalformat ausgespielt, aber als Nationale Meisterschaft bezeichnet. Ab 1995 firmierte der Wettbewerb erneut als Verbandspokal. Von 1998 bis 2002 und wieder ab 2012 wird das Finale mit Hin- und Rückspiel ausgetragen. Es gilt die Auswärtstorregel.
| Jahr                                 | Sieger                  | Ergebnis(se)   | Finalist                 |
| ------------------------------------ | ----------------------- | -------------- | ------------------------ |
| 1956                                 | Shanghai                | ?              | Tianjin                  |
| Von 1957 bis 1959 nicht ausgetragen. |                         |                |                          |
| 1960                                 | Tianjin                 | 1:0            | Guangdong                |
| Von 1961 bis 1983 nicht ausgetragen. |                         |                |                          |
| 1984                                 | Liaoning                | 5:0            | Guangdong                |
| 1985                                 | Peking                  | 4:1            | Guangdong                |
| 1986                                 | Liaoning                | 1:0            | Peking                   |
| Von 1987 bis 1989 nicht ausgetragen. |                         |                |                          |
| 1990                                 | 1. August               | 1:1, 3:0 n. E. | Dalian                   |
| 1991                                 | Shanghai                | 1:0            | Guangzhou                |
| 1992                                 | Dalian                  | 1:1, 4:2 n. E. | Guangdong                |
| Von 1993 bis 1994 nicht ausgetragen. |                         |                |                          |
| 1995                                 | Shandong Luneng Taishan | 2:0            | Shanghai Shenhua         |
| 1996                                 | Beijing Guoan           | 4:1            | Shandong Luneng Taishan  |
| 1997                                 | Beijing Guoan           | 2:1            | Shanghai Shenhua         |
| 1998                                 | Shanghai Shenhua        | 2:1, 2:1       | Liaoning Hongyun         |
| 1999                                 | Shandong Luneng Taishan | 1:1, 3:2       | Dalian Shide             |
| 2000                                 | Chongqing Lifan         | 0:1, 4:1       | Beijing Guoan            |
| 2001                                 | Dalian Shide            | 1:0, 2:1       | Beijing Guoan            |
| 2002                                 | Qingdao Jonoon          | 3:1, 0:2       | Liaoning Hongyun         |
| 2003                                 | Beijing Guoan           | 3:0            | Dalian Shide             |
| 2004                                 | Shandong Luneng Taishan | 2:1            | Sichuan First City       |
| 2005                                 | Dalian Shide            | 1:0            | Shandong Luneng Taishan  |
| 2006                                 | Shandong Luneng Taishan | 2:0            | Dalian Shide             |
| Von 2006 bis 2010 nicht ausgetragen. |                         |                |                          |
| 2011                                 | Tianjin Teda            | 2:1            | Shandong Luneng Taishan  |
| 2012                                 | Guangzhou Evergrande    | 1:1, 4:2       | Guizhou Renhe            |
| 2013                                 | Guizhou Renhe           | 2:0, 1:2       | Guangzhou Evergrande     |
| 2014                                 | Shandong Luneng Taishan | 4:2, 1:2       | Jiangsu Sainty           |
| 2015                                 | Jiangsu Sainty          | 0:0, 1:0 n. V. | Shandong Luneng Taishan  |
| 2016                                 | Guangzhou Evergrande    | 1:1, 2:2       | Jiangsu Suning           |
| 2017                                 | Shanghai Shenhua        | 1:0, 2:3       | Shanghai SIPG            |
| 2018                                 | Beijing Guoan           | 1:1, 2:2       | Shandong Luneng Taishan  |
| 2019                                 | Shanghai Shenhua        | 0:1, 3:0       | Shandong Luneng Taishan  |
| 2020                                 | Shandong Luneng Taishan | 2:0            | Jiangsu Suning           |
| 2021                                 | Shandong Luneng Taishan | 1:0            | Shanghai Port FC         |
| 2022                                 | Shandong Taishan        | 2:1            | Zhejiang Professional FC |
| 2023                                 | Shanghai Shenhua        | 1:0            | Shandong Taishan         |
| 2024                                 | Shanghai Port FC        | 3:1            | Shandong Taishan         |